# Milton Berle
Milton Berle (New York, 12 juli 1908 – Los Angeles, 27 maart 2002), geboren als Mendal Berlinger, was een Amerikaans acteur, zanger en schrijver.

## Biografie
Berle was een zoon van Moses Berlinger en Sarah Berlinger en had vier broers en zussen die hij allemaal overleefd heeft. Berle ging in New York naar een professionele basisschool. Op vijfjarige leeftijd stond hij al in het theater met de voorstelling Florodora in Atlantic City (New Jersey). In 1931 stond hij in het Palace Theater in New York, daarna in nachtclubs en andere theaters. Hij speelde ook op Broadway met de musicals Saluta, See My Lawyer en Ziegfeld Follies of 1943. Zijn televisiedebuut vond plaats in 1929.
Berle veranderde zijn naam van Berlinger naar Berle in 1920. Hij is vier keer getrouwd geweest:
- 4 december 1941–22 oktober 1947[2] – gescheiden – 1 kind (geadopteerd)
- 16 juni 1949–30 maart 1950 – gescheiden – 1 kind
- 9 december 1953–20 april 1989[3] – haar overlijden – 1 kind (geadopteerd)
- 26 november 1991–27 maart 2002 – zijn overlijden

Berle heeft ook drie boeken geschreven waarvan twee autobiografieën, Milton Berle en B.S.: I Love You. Hij heeft het laatste boek geschreven met een verzameling van grappen die hij in het leven heeft gehoord of gedaan heeft in zijn showbusinessleven.
Berle heeft een milde hersenbloeding overleefd op 5 december 1999. Hierna werd er kanker in zijn dikke darm geconstateerd, de doktoren verzekerden hem dat hij geen operatie nodig had omdat de kanker de eerste tien jaar hem geen last zou geven. Ze hadden het verkeerd en Berle overleed binnen drie jaar aan deze kanker. 
Berle heeft veel rollen gespeeld in televisieseries en -films zoals The Dick Powell Show (1961–1963), Batman (1966–1968) en Love Boat (1977–1987).

## Filmografie[4]

### Films
Selectie:
- 2000 Two Heads Are Better Than None – als oom Leo
- 1988 Side by Side – als Abe Mercer
- 1979 The Muppet Movie – als Mad Man Mooney m
- 1965 The Loved One – als Mr. Kenton
- 1963 It's a Mad Mad Mad Mad World – als Russel Finch
- 1943 Margin for Error – als Moe Finkelstein
- 1942 Whispering Ghosts – als H.H. van Buren
- 1941 Rise and Shine – als Seabiscuit
- 1941 Sun Valley Serenade – als Jerome Allen
- 1922 Tess of the Storm Country – als kleine rol
- 1921 Little Lord Fauntleroy – als jongen
- 1920 The Mark of Zorro – als jongen
- 1917 Rebecca of Sunnybrook Farm – als kleine rol

### Televisieseries
Uitgezonderd eenmalige gastrollen.
- 1977–1987 Love Boat – als Cyril Wolfe en Ed Taylor en Lionel Cooper en Zeke – (6 afl.)
- 1970–1971 Love, American Style – als Brian Carter – (2 afl.)
- 1966–1968 Batman – als Louie en bewaker – (4 afl.)
- 1963 General Hospital – als Mickey Miller – (?? afl.)

- Biblioteca Nacional de España: XX1175332
- Bibliothèque nationale de France: cb139411772 (data)
- Gemeinsame Normdatei: 118909320
- International Standard Name Identifier: 0000 0000 7823 4609
- Library of Congress Control Number: n82214816
- MusicBrainz: 524d9fd7-1301-47b5-a898-3312831f3705
- National Archives and Records Administration: 10569474
- Nationale Bibliotheek van Tsjechië: pna2010578114
- Nationale bibliotheek van Australië: 55087593
- Nationale Bibliotheek van Israël: 987007272530605171
- SNAC: w60z7cxs
- Système universitaire de documentation: 070322120
- Trove: 1599979
- Virtual International Authority File: 19870730
- WorldCat: E39PBJptXtVykY3kKPGhFytMyd